# یواس‌اس دسپچ (۱۹۰۲)
یواس‌اس دسپچ (۱۹۰۲) (به انگلیسی: USS Despatch (1902)) یک کشتی است که طول آن ۶۶ فوت (۲۰ متر) می‌باشد.